# Bucky Done Gun
Bucky Gone Gun è un brano musicale della cantante inglese M.I.A. pubblicato come terzo singolo da Arular l'11 luglio 2005 nel Regno Unito. Il video del brano è stato filmato dal registra Anthony Mandler.

## Tracce
1. Bucky Gone Gun

## Classifica
| Classifica (2005) | Posizione massima |
| ----------------- | ----------------- |
| Regno Unito       | 88                |